# Psychoda plumbea
Psychoda plumbea és una espècie d'insecte dípter pertanyent a la família dels psicòdids que es troba a Mèxic.